# País d'estat

En roig, els països d'estat al 1789

Un país d'estat és un tipus de territori, pel que fa a la política fiscal i financera, a l'Antic Règim de França, sota el domini dels reis borbons. Els països d'Estat són els territoris més vells, existents amb pròpia autonomia abans dels reis Borbons. Aquests són la seu del règim, amb les seves institucions estamentals on s'hi representaven els tres ordres socials de l'edat moderna. Eren el centre i com a tal les polítiques s'orquestraven directament des d'ells.
La versió oficialista divulgada per l'Estat francès remet aquesta qüestió a una simple explicació fiscal. Van imposar impostos durs i directes als territoris dits "de país d'imposició" o "d'elecció" per ser de recent creació. És a dir, per tal d'evitar que aquests territoris recentment adquirits es revoltessin, el rei francès va decidir asfixiar-los.